# Ritorno al college
Ritorno al college (Mrs. Washington Goes to Smith) è un film tv del 2009 diretto da Armand Mastroianni.
Il film è stato mandato in onda il 14 giugno 2017 sul canale Food Network.

## Trama
Una donna di mezza età torna all'università per completare gli studi. Come compagna di stanza, troverà una giovane studentessa ribelle con la quale condividerà esperienze, conflitti e un interesse per il loro professore di poesia.